# Centro de Capacitación Cinematográfica
El Centro de Capacitación Cinematográfica (CCC) es una de las dos instituciones públicas nacionales dedicadas a la enseñanza del cine en México. Se fundó el 15 de julio de 1975 con el fin de formar profesionales del cine en el área técnica y artística. Es una de las escuelas de cine más antiguas e importantes de América Latina.
El CCC produce alrededor de cuarenta cortometrajes por año y realiza películas de largo y medio metraje que combinan elementos académicos con características de producción profesional.

## Historia
El CCC fue fundado el 15 de julio de 1975 por los cineastas Manuel Michel y Carlos Velo, teniendo a Luis Buñuel como presidente honorario.

### Contexto del cine nacional
La institución abrió sus puertas hacia el final del sexenio del presidente Luis Echeverría Álvarez, etapa caracterizada por una crisis en lo económico y artístico del cine nacional, y por una presencia importante del Estado en la industria, abarcando desde el financiamiento -a través del Banco Nacional Cinematográfico-, pasando por la producción y llegando hasta la distribución y exhibición.
Prueba de lo anterior es que para el momento que surge el CCC, la producción auspiciada por el Estado al 100% o en forma de coproducción supera a la privada con 24 películas por año. Con el cambio de sexenio en 1976, Margarita López Portillo, novelista y hermana del presidente José López Portillo, es nombrada directora del RTC. Esta administración se caracterizó por un cambio en la visión del Estado con respecto al cine, favoreciendo "políticas de exhibición de la industria privada, que produce películas de bajo costo y pésima calidad".

### Fundación y primeros años
Tras su fundación en 1975, Carlos Velo es destituido con el cambio de administración federal. El 15 de enero de 1977, Alfredo Joskowicz es designado de manera oficial como el nuevo director y se anuncia un presupuesto de 400 millones de pesos para ese año. El nuevo director agrega al plan de estudios original las especialidades de cinefotografía, edición, y sonido. Joskowicz reduce asimismo la edad de admisión de 25 a 23 años y modifica el prerrequisito de una carrera de Filosofía y letras concluida por la de cualquier carrera profesional concluida. Es en este año que la primera generación concluye sus estudios y la tercera ingresa con un total de 14 estudiantes.
Ese mismo año, Juan Arturo Brennan se convierte en el primer graduado del centro con el cortometraje de tesis titulado Límite.
En 1978, la institución ingresa como miembro del Centre International de Liaison des Ecoles de Cinéma et de Télévision, asociación que en el siglo XXI agrupa a más de 100 escuelas de cine y TV de todo el mundo.

### Actualidad
Desde 2015 depende de la Secretaría de Cultura federal, ministerio creado por decreto presidencial y el cual sustituyó al Consejo Nacional para la Cultura y las Artes.

## Infraestructura
El CCC cuenta con instalaciones propias para el dictado de imagen, con equipamiento para la producción y posproducción.

## Filosofía
El CCC contempla a la labor cinematográfica en un sentido amplio, orientando así su actividad a formar profesionales que combinen aprendizaje teórico con labor práctica y que ayuden a difundir una cultura que vincula la imagen en movimiento con las demás manifestaciones y expresiones artísticas.

## Docentes
El CCC cuenta con maestros activos profesionalmente y destacados cineastas, entre ellos los siguientes: Francisco Athié, Sigfrido Barjau, Carlos Bolado, Christiane Burkhard, Simón Bross, Carlos Carrera, Felipe Cazals, Nicolás Echeverría, Luis Estrada, Jorge Fons, José Luis García Agraz, Guillermo Granillo, Henner Hofmann, Toni Khun, Beatriz Novaro, María Novaro, Ignacio Ortiz, Marina Stavenhagen, Alfredo Joskowicz.[cita requerida]

## Opera Prima
Por otra parte, apoyado por el Instituto Mexicano de Cinematografía, el CCC ha desarrollado con especial vigor en los últimos años el proyecto denominado Opera Prima que permite el debut —a partir de un concurso de selección interno— de jóvenes realizadores, productores, guionistas y cinefotógrafos a través de la producción de un primer largometraje. La intensa participación de los alumnos de la escuela en los diversos ámbitos de la producción y la oportunidad de filmar una primera película con el apoyo institucional que brinda la escuela, son apenas algunas de las características de este proyecto, a caballo entre el cine industrial y la producción estrictamente académica. Del proyecto Opera prima del CCC han surgido películas que han sido reconocidas incluso en ámbitos internacionales: El secreto de Romelia, de Busi Cortés; La mujer de Benjamín, de Carlos Carrera; La orilla de la tierra, de Ignacio Ortiz; Somos lo que hay, de Jorge Michel Grau, entre otras

## Premios y reconocimientos
En 2005, el CCC fue reconocido con el premio a la excelencia académica en el Festival de Escuelas de Cine de Tel Aviv, Israel. Un año más tarde, la Academia Mexicana de Artes y Ciencias Cinematográficas le otorgó el Ariel de Oro por sus 30 años de labor educativa y contribución al cine nacional.
En 2014, en el marco de su 40 aniversario, la Lotería Nacional para la Asistencia Pública emitió un billete conmemorativo para el Sorteo Mayor número 3548.
Entre los reconocimientos a sus egresados, destacan la Palma de Oro del Festival de Cannes a Carlos Carrera por su cortometraje animado El héroe (1994) y a Elisa Miller por su cortometraje de ficción Ver llover (2007), con lo que Miller se convirtió además en la primera mexicana en recibir este reconocimiento
De igual forma, dos de sus estudiantes han recibido el Foreign Student Academy Award (Premio Estudiantil Extranjero) de la Academy of Motion Picture Arts and Sciences de Estados Unidos y uno más estuvo nominado. En lo que respecta a los ganadores, el primero fue Javier Bourges, con El último fin de año, y el segundo Rodrigo Plá, con El ojo en la nuca; mientras que en 2015 Fernanda Valadez fue nominada por el cortometraje 400 maletas. Por su parte, también en 2015, el cortometraje documental La Parka, de Gabriel Serra, fue nominado al Oscar.